# Jan Vukovič
Jan Vukovič (* 14. Juni 2000 in Trbovlje) ist ein slowenischer Mittelstreckenläufer, der sich auf den 800-Meter-Lauf spezialisiert hat.

## Sportliche Laufbahn
Erste internationale Erfahrungen sammelte Jan Vukovič im Jahr 2016, als er beim Europäischen Olympischen Jugendfestival in Tiflis mit 1:58,74 min in der ersten Runde ausschied und mit der slowenischen 4-mal-100-Meter-Staffel den Vorlauf nicht beenden konnte. Auch bei den im Jahr darauf ebenfalls in Tiflis ausgetragenen Jugendeuropameisterschaften schied er über 800 Meter mit 1:57,54 min in der ersten Runde aus. 2017 gelangte er bei den U18-Weltmeisterschaften in Nairobi bis in das Halbfinale und schied dort mit 1:52,89 min aus und 2019 wurde er bei den U20-Europameisterschaften in Borås in 1:52,36 min Fünfter. 2021 siegte er in 3:07,35 min mit der Staffel  bei den Balkan-Meisterschaften in Smederevo und anschließend belegte er bei den U23-Europameisterschaften in Tallinn in 1:48,26 min den achten Platz über 800 m und wurde in 3:07,22 min Fünfter im Staffelbewerb. 2022 siegte er in 1:47,94 min bei den Balkan-Meisterschaften in Craiova und schied anschließend bei den Europameisterschaften in München mit 1:48,88 min in der ersten Runde aus.
2023 kam er bei den Halleneuropameisterschaften in Istanbul mit 1:49,90 min nicht über den Vorlauf über 800 Meter hinaus. Im Juni wurde er bei der 2. Liga der Team-Europameisterschaft im Rahmen der Europaspiele in Chorzów in 1:48,18 min Vierter, ehe er bei den Balkan-Meisterschaften in Kraljevo in 1:48,69 min die Bronzemedaille hinter dem Türken Salih Teksöz und Marino Bloudek aus Kroatien gewann. Zudem sicherte er sich mit der 4-mal-400-Meter-Staffel in 3:07,32 min die Silbermedaille hinter dem ukrainischen Team. Im Jahr darauf belegte er bei den Balkan-Hallenmeisterschaften in Istanbul in 1:48,53 min den vierten Platz über 800 Meter. Ende Mai gewann er bei den Freiluft-Balkan-Meisterschaften in Izmir in 1:49,01 min die Silbermedaille hinter dem Kroaten Marino Bloudek und mit der Staffel sicherte er sich in 3:08,24 min die Bronzemedaille hinter den Teams aus der Ukraine und der Türkei. 2025 belegte er bei den Balkan-Hallenmeisterschaften in Belgrad in 1:49,07 min den vierten Platz über 800 Meter und gewann mit der Staffel in 3:11,38 min die Silbermedaille hinter dem türkischen Team. Ende Juni wurde er bei der 2. Liga der Team-Europameisterschaft in Maribor in 1:46,79 min Vierter im A-Lauf über 800 Meter, ehe er bei den World University Games in Bochum in 1:48,94 min den siebten Platz belegte.
In den Jahren 2020 und von 2022 bis 2024 wurde Vukovič slowenischer Meister im 800-Meter-Lauf sowie 2020, 2022 und 2024 in der 4-mal-400-Meter-Staffel im Freien. Zudem wurde er 2020 und von 2022 bis 2025 Hallenmeister über 800 Meter.

## Persönliche Bestleistungen
- 400 Meter: 47,40 s, 27. Juni 2023 in Ostrava
- 800 Meter: 1:45,85 min, 13. Juli 2025 in Lignano Sabbiadoro
  - 800 Meter (Halle): 1:47,85 min, 18. Februar 2024 in Novo Mesto